# Ioanna Karystiani
Ioanna Karystiani (en griego: Ιωάννα Καρυστιάνη; (La Canea, Creta, 8 de septiembre de 1952) es una guionista y novelista ganadora del Premio Nacional de Literatura de Grecia.

## Biografía
Ioanna Karystiani nació 1952 en Chania en Creta en el seno de una familia de Asia Menor. Estudió Derecho y trabajó como caricaturista para varios medios, entre ellos el periódico comunista griego Risospastis (Greek Ριζοσπάστης) y las revistas Tetarto, Ena e Eikones. También ha trabajado para la industria cinematográfica griega.
Vive a caballo entre Atenas y la isla griega de Andros y está casada con el director de cine griego Pantelis Voulgaris, con el que tiene dos hijos y con el que ha trabajado en películas como Nyfes. 

## Trayectoria
Como novelista, Ioanna Karystiani ha alcanzado un gran éxito con sus obras traducidas a varios idiomas. A su primer libro de cuentos "I kyria Kataki" (la señora Kataki) le sucedió la novela "Mikra Anglia" ("Pequeña Inglaterra") en la que se describen los romances y las vidas de la comunidad de marineros de la isla de Andros (conocida como "pequeña Inglaterra") desde principios de siglo y hasta la incidencia de la Segunda Guerra Mundial. Con esta novela, traducida a numerosos idiomas, Ioanna Karystiani se convirtió en ganadora del Premio Nacional de Literatura de Grecia.